# Witold Karaś
Witold Karaś (ur. 20 października 1951 w Nisku) – polski piłkarz, występujący w latach 1964–1988 na pozycji napastnika, i trener. Jest wychowankiem Sokoła Nisko, ówczesnego Zenitu.

## Reprezentacja Polski
W reprezentacji młodzieżowej grał w latach 1973-1975 (30 spotkań: 19 meczów oficjalnych, 4 bramki), przez pewien okres pełnił funkcję kapitana. W meczach I reprezentacji wystąpił 2 razy (mecze z Haiti w 1974). 
| l.p. | Data             | Miejsce        | Przeciwnik | Rezultat | Rozgrywki  | Grał   | Uwagi |
| ---- | ---------------- | -------------- | ---------- | -------- | ---------- | ------ | ----- |
| 1.   | 13 kwietnia 1974 | Port-au-Prince | Haiti      | 1-2      | towarzyski | od 63' |       |
| 2.   | 15 kwietnia 1974 | Port-au-Prince | Haiti      | 3-1      | towarzyski | do 67' |       |

## Kariera trenerska
Karierę trenerską rozpoczął w 1982. W 1992 otrzymał tytuł trenera piłki nożnej I klasy. Jego kariera trenerska w głównej mierze związana jest z drużynami juniorskimi Stali Mielec. Trzykrotnie, przez krótkie okresy czasu, był też trenerem I drużyny seniorów tego klubu.
14 lipca 2007 zdobył Mistrzostwo Polski Juniorów Młodszych jako trener juniorów młodszych Stali Mielec.